# 7ª Arte (RTP)
7ª Arte foi uma rubrica de exibição de cinema que existiu na RTP entre Julho de 1961 e Janeiro de 1968, apresentado pelo cineasta Fernando Garcia. Foi a primeira rubrica de cinema que existiu na televisão portuguesa.

## O início
Até à data, desde 1957, a RTP exibia os filmes de longa-metragem na grelha normal de programação, mas a partir de 1961, chegou à RTP o célebre realizador de cinema Fernando Garcia, realizador do épico português de 1954 "O Cerro dos Enforcados". O mesmo realizador fez uma proposta revolucionária na RTP: antes da exibição dos filmes, aparecer no ecrã o cineasta a explicar o argumento do filme, os actores, o sucesso, e também a importância da obra.
A ideia foi de imediato aceite para experiência, e na segunda-feira, dia 26 de Junho de 1961, às 22:05, Fernando Garcia apresentou o épico "Napoleão" de 1955, realizado por Sacha Guitry, com continuação no dia seguinte, às 22:15, e o filme foi um sucesso. De imediato o presidente da Administração da RTP deu carta branca para o cineasta fazer uma rubrica semanal de cinema da sua responsabilidade, que se passou a chamar de 7ª Arte.
A primeira emissão efectuou-se no dia 4 de Julho de 1961, às 22:30, a seguir ao Telejornal, e a partir daí o programa passou a ser transmitido em todas as terças-feiras, ou todas as quartas-feiras, às 22:30, a seguir ao Telejornal. Havia momentos em que o filme era excessivamente grande e a rubrica tinha de ser dividida em duas partes, ou quando se exibiam médias-metragens, dividia-se o programa em dois, com um intervalo para o Telejornal, mas por norma a rubrica exibia-se às terças-feiras à noite.

## A 7ª Arte e o Cinema Estrangeiro
Até à época, o cinema estrangeiro era quase raro na RTP, devido ao facto da televisão portuguesa haver ainda o costume de se exibirem ou reexibirem os filmes portugueses dos anos 30, 40 e 50, que tinham grandes graus de elevada audiência na TV. Com a chegada de Fernando Garcia à televisão portuguesa, o cinema estrangeiro passou a ser incluído com mais frequência na programação da RTP.
Actores americanos de enorme gabarito como Clark Gable, Glenn Ford, Randolph Scott, Orson Welles, Rita Hayworth, James Stewart, Cary Grant, Silvana Mangano, Claudette Colbert ou os Irmãos Marx, foram dados a conhecer através na rubrica 7ª Arte, que se responsabilizou pela estreia em televisão de filmes famosos como "Uma Noite Aconteceu", "Peço a Palavra" ou "Uma Noite na Ópera".
Mas não se divulgava somente a produção norte-americana. Produções espanholas, italianas ou inglesas também eram frequentes nesta rubrica, desde a espanhola Sara Montiel até ao italiano Totò ou ou o francês Fernandel.

## A 7ª Arte e o Cinema Português
O cinema português também fez parte desta rubrica com muita ferocidade.
Graças a Fernando Garcia, estrearam-se na televisão filmes portugueses que ainda não tinham passado pelo ecrã nacional, como foi o caso de "João Ratão" de Jorge Brum do Canto, "Sonhar é Fácil" de Perdigão Queiroga, "Inês de Castro" de Leitão de Barros, ou outras grandes obras do cinema português. Mas a exibição de cinema português trouxe graves inconvenientes à RTP e ao próprio cineasta.
Um dos casos mais falados foi na passagem de ano de 1961 para 1962, quando no domingo, dia 31 de Dezembro de 1961, foi exibido na RTP pela primeira vez, nesta rubrica, o filme "O Costa do Castelo" de Arthur Duarte, de 1943, com Maria Matos, António Silva, Milú, Curado Ribeiro e Hermínia Silva, às 22:05, mas houve cortes de Censura na exibição do respectivo filme, coisa que nunca tinha acontecido em nenhum filme português exibido na RTP. Mas tal só aconteceu porque a Tobis Portuguesa, a detentora dos direitos de autor do filme, exigiu à Radiotelevisão Portuguesa que pagasse o seguinte preço pelos direitos de autor: 50 escudos por cada minuto exibido do filme.
Ora, como o filme tem a duração de 2 horas e 15 minutos, a exibição do filme completo na televisão custaria à RTP 6.750$00 (seis mil, setecentos e cinquenta escudos), o que era demasiado elevado para a balança financeira da RTP. Por isso, o filme foi reduzido para 85 minutos, sendo cortados 50 minutos de filme, para se evitar um grande desfalque financeiro na televisão. E assim, a RTP pagou à Tobis 4.250$00 (quatro mil, duzentos e cinquenta escudos) pelos direitos de autor do filme.
Dois dias depois, a RTP recebeu cartas de telespectadores furiosos, que se irritaram pelo facto de terem cortado grande parte do filme. Perante tal facto, a Presidência da Administração da RTP pediu desculpas aos telespectadores pelo inconveniente, mas a posição da Tobis não mudou em respeito ao filme, pelo que nunca mais o filme foi exibido na RTP, ficando na lista negra da televisão.
Mas não foi isso que impediu a exibição de cinema português na rubrica da 7ª Arte. Aliás, o realizador aproveitou para exibir o filme "O Cerro dos Enforcados" e mais obras suas, incluindo duas obras do realizador Manuel Guimarães, que era um cineasta proibido na RTP.

## O final
A rubrica continuou no ar durante seis anos seguidos, mas começou a ficar um bocado desgastada, apesar de continuar a fazer sucesso. Em 1966, começaram a surgir novas rubricas de exibição de filmes na RTP, como foi o caso da celebérrima Tarde de Cinema e da Noite de Cinema. Assim, o modelo de emissão de longas-metragens com apresentação e comentário prévio foi gradualmente substituído a partir de finais de 1966. Surgiram então novos espaços de emissão, que perdurariam até 1974, não passando de meros separadores na grelha de programação utilizados para anunciar a emissão de filmes de “grande metragem”.
Assim, percebendo que o modelo de apresentação e comentário prévio de filmes já estava desgastado, e que os telespectadores queriam mais ver os filmes com o separador e o respectivo filme de seguida, Fernando Garcia despede-se desta rubrica na terça-feira, dia 3 de Janeiro de 1967, às 22:25, com a apresentação do filme "Oliver Twist" de David Lean, com Robert Newton e Alec Guinness. Este filme foi renomeado de "As Aventuras de Oliver Twist" anos mais tarde. Terminava calmamente aquela que, durante seis anos seguidos, foi a única rubrica da RTP em que se exibiam filmes de longa metragem.

## Filmes Exibidos na 7ª Arte
Os filmes que foram estreados em televisão na "7ª Arte" foram dos mais variados tipos e os que mais fizeram sucesso na televisão, como demonstra a lista dos seguintes exemplos que apresentamos de filmes que foram estreados, exibidos ou reexibidos na rubrica 7ª Arte de Fernando Garcia.:

### 1961
| Dia de exibição        | Titulo do filme e ano                   | País de origem     | Elenco principal                                                                                        | Tempo de exibição    |
| ---------------------- | --------------------------------------- | ------------------ | --- | -------------------- |
| 4 de julho de 1961     |                                         |                    | | 55 minutos           |
| 11 de julho de 1961    | O Lago dos Sonhos (1943)                | Alemanha           | Kristina Söderbaum, Carl Raddatz, Paul Klinger                                                          | 1 hora e 30 minutos  |
| 18 de julho de 1961    | João Ratão (1940)                       | Portugal           | Óscar de Lemos, Maria Domingas, António Silva                                                           | 1 hora e 25 minutos  |
| 25 de julho de 1961    | Num abrir e fechar de olhos (1958)      | Reino Unido        | Kenneth More, Betsy Drake                                                                               | 1 hora e 50 minutos  |
| 1 de agosto de 1961    |                                         |                    | | 45 minutos           |
| 8 de agosto de 1961    | Sonhar É Fácil (1951)                   | Portugal           | António Silva, Laura Alves, Emílio Correia                                                              | 1 hora e 30 minutos  |
| 15 de agosto de 1961   | O Pai Tirano (1941)                     | Portugal           | Vasco Santana, Ribeirinho                                                                               | 1 hora e 55 minutos  |
| 22 de agosto de 1961   | Fado, História de uma Cantadeira (1947) | Portugal           | Amália Rodrigues, Virgílio Teixeira                                                                     | 1 hora e 25 minutos  |
| 29 de agosto de 1961   | Castigo Sem Culpa (1953)                | França             | Pierre Brasseur, Monique Mélinand, François Patrice                                                     | 1 hora e 30 minutos  |
| 5 de setembro de 1961  |                                         |                    | | 35 minutos           |
| 12 de setembro de 1961 | O Pátio das Cantigas (1942)             | Portugal           | Maria das Neves, Vasco Santana, António Silva, Maria da Graça, António Vilar, Barroso Lopes, Ribeirinho | 2 horas e 30 minutos |
| 19 de setembro de 1961 | Parabéns, Senhor Vicente (1955)         | Espanha · Portugal | Manuel Santos Carvalho, Anna Paula, Maria Olguim, Augusto Fraga, Virgilio Teixeira                      | 1 hora e 15 minutos  |
| 26 de setembro de 1961 | A Valsa Eterna (1950)                   | Reino Unido        | Dennis Price, Gisèle Préville, Patricia Dainton                                                         | 2 horas e 5 minutos  |
| 3 de outubro de 1961   | Histórias da Rádio (1955)               | Espanha            | Francisco Rabal, Margarita Andrey, José Isbert                                                          | 1 hora e 25 minutos  |
| 10 de outubro de 1961  | O Filho do Sheik (1926)                 | Estados Unidos     | George Fawcett, Karl Dane, Montagu Love, Agnes Ayres, Bull Montana, Rudolph Valentino, Vilma Bánky      | 2 horas              |
| 17 de outubro de 1961  | Sempre te Amarei (1943)                 | Itália             | Alida Valli, Gino Cervi                                                                                 | 1 hora e 25 minutos  |
| 24 de outubro de 1961  | Douro, Faina Fluvial (1931)             | Portugal           | | 40 minutos           |
| 24 de outubro de 1961  | Aconteceu Amanhã (1944)                 | Estados Unidos     | Dick Powell, Linda Darnell                                                                              | 1 hora e 25 minutos  |
| 31 de outubro de 1961  | A Canção de Lisboa (1933)               | Portugal           | António Silva, Beatriz Costa, Vasco Santana, Manoel de Oliveira                                         | 1 hora e 40 minutos  |
| 6 de novembro de 1961  | A Freira Cigana (1955)                  | Espanha            | Lola Flores, Susana Canales, Elvira Quintillá                                                           | 1 hora e 30 minutos  |
| 13 de novembro de 1961 | A Canção da Terra (1938)                | Portugal           | Elsa Romina, Barreto Poeira, Óscar de Lemos, João Manuel Pinheiro, Maria Emília Vilas-Marimília         | 2 horas              |
| 21 de novembro de 1961 | Gado Bravo (1934)                       | Portugal           | Raul de Carvalho, Mariana Alves.                                                                        | 1 hora e 35 minutos  |
| 28 de novembro de 1961 | A Vida de Um Toureiro (1949)            | Espanha            | Pepín Martín Vázquez, Jorge Mistral, Manuel Luna                                                        | 1 hora e 30 minutos  |
| 12 de dezembro de 1961 | Cada dia tem o seu segredo (1958)       | França             | Jean Marais, Danièle Delorme                                                                            | 1 hora e 30 minutos  |

### 1962
| Dia de exibição     | Titulo do filme e ano        | País de origem   | Elenco principal | Tempo de exibição   |
| ------------------- | ---------------------------- | ---------------- | ---------------- | ------------------- |
| 13 de março de 1962 | Cecil B. DeMille             | Cecil B. DeMille | Cecil B. DeMille | 35 minutos          |
| 13 de março de 1962 | Todos Somos Inqulinos (1953) | Itália           | Aldo Fabrizi     | 1 hora e 30 minutos |

### 1963
| Dia de exibição       | Titulo do filme e ano                 | País de origem          | Elenco principal                                            | Tempo de exibição   |
| --------------------- | ------------------------------------- | ----------------------- | ----------------------------------------------------------- | ------------------- |
| 5 de março de 1963    | Tovarich (1937)                       | Estados Unidos          | Claudette Colbert, Charles Boyer                            | 1 hora e 40 minutos |
| 12 de março de 1963   | O Silêncio é de Ouro (1947)           | França · Estados Unidos | Maurice Chevalier, François Périer, Marcelle Derrien        | 2 horas             |
| 19 de março de 1963   | A Flecha Negra (1948)                 | Estados Unidos          | Louis Hayward, Janet Blair                                  | 1 hora e 20 minutos |
| 26 de março de 1963   | A Rosa do Adro (1919)                 | Portugal                | Maria de Oliveira, Carlos Santos, Erico Braga               | 1 hora e 35 minutos |
| 2 de abril de 1963    | Ela Quer um Vison (1953)              | Estados Unidos          | Dennis O'Keefe, Ruth Hussey                                 | 1 hora e 30 minutos |
| 9 de abril de 1963    | Sr. Pipelet (1955)                    | França                  | Michel Simon, Etchika Choureau, Mischa Auer                 | 1 hora e 40 minutos |
| 16 de abril de 1963   | Uma Noite na Ópera (1935)             | Estados Unidos          | Groucho Marx, Harpo Marx, Chico Marx                        | 1 hora e 45 minutos |
| 23 de abril de 1963   | O Homem que Chegou para Jantar (1942) | Estados Unidos          | Monty Woolley, Bette Davis, Ann Sheridan                    | 2 horas e 5 minutos |
| 30 de abril de 1963   | Sr. Pipelet (1955)                    | França                  | Michel Simon, Etchika Choureau, Mischa Auer                 | 1 hora e 50 minutos |
| 9 de julho de 1963    | Paraíso Esquecido (1956)              | Espanha · Itália        | Edmund Gwenn, Valentina Cortese, Juan Calvo, Franco Fabrizi | 1 hora e 35 minutos |
| 22 de outubro de 1963 | A Loja da Esquina (1940)              | Estados Unidos          | Margaret Sullavan, James Stewart, Frank Morgan              | 1 hora e 55 minutos |

### 1964
| Dia de exibição       | Titulo do filme e ano | País de origem | Elenco principal                                                                                         | Tempo de exibição |
| --------------------- | --------------------- | -------------- | --- | ----------------- |
| 22 de janeiro de 1964 | Mulherzinhas (1949)   | Estados Unidos | Elizabeth Taylor, June Allyson, Janet Leigh, Margaret O'Brien, Mary Astor, Peter Lawford, Rossano Brazzi | 2 horas           |

- "Texas" de George Marshall, com William Holden, Glenn Ford e Claire Trevor.
- "Peço a Palavra" de Frank Capra, com James Stewart, Jean Arthur e Claude Rains.
- "Uma Noite Aconteceu" de Frank Capra, com Clark Gable e Claudette Colbert.
- "Totó Rico e Pobre" de Mario Matolli, com Totò e Sophia Loren.
- "Totó no Manicómio" de Mario Matolli, com Totò
- "Tarzan, o Homem Macaco" de com Johnny Weissmuller e Maureen O'Sullivan.
- "O Costa do Castelo" de Arthur Duarte, com Maria Matos, António Silva, Milú, Fernando Ribeiro e Hermínia Silva.
- "Paixão de Marinheiro" de George Sidney, com Gene Kelly, Frank Sinatra e Kathryn Grayson.
- "Inês de Castro" de Leitão de Barros, com António Vilar e Érico Braga.
- "Ala Arriba" de Leitão de Barros.
- "King Kong" de Merian C. Cooper e Ernest B. Schoedsack, com Fay Wray e Robert Amstrong.
- "A Família Minver" de William Wyler, com Greer Granson, Walter Pidgeon e Teresa Wright.
- "Doido com Juízo" de Frank Capra, com Gary Cooper, Jean Arthur, George Bancroft e Lionel Stander
- "Frei Luís de Sousa" de António Lopes Ribeiro, com Maria Sampaio, Raúl de Carvalho, Maria Dulce, João Villaret e Barreto Poeira.
- "Um Dia nas Corridas" com os Irmãos Marx, Allan Jones e Maureen O'Sullivan.
- "As Duas Feras" de Howard Hawks, com Cary Grant e Katharine Hepbrun.
- "Um Homem do Ribatejo" de Henrique Campos, com Barreto Poeira, Eunice Muñoz e Hermínia Silva.
- "Ribatejo" de Henrique Campos, continuação de "Um Homem do Ribatejo", com Virgílio Teixeira, Eunice Muñoz, Vasco Santana e Hermínia Silva.
- "Sol e Toiros" de José Buchs, com Manuel dos Santos, Leonor Maia, Ana Paula Zeiger, Érico Braga, Costinha, Eugénio Salvador, Amália Rodrigues e Fernanda Baptista.
- "O Noivo das Caldas" de Arthur Duarte, com António Silva, Ana Paula Zeiger, Curado Ribeiro e Érico Braga.